# Mario Martinelli

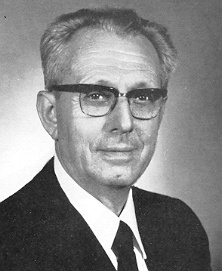
Mario Martinelli (1976)

Mario Martinelli (* 12. Mai 1906 in Como; † 21. Mai 2001 ebenda) war ein italienischer Politiker der Democrazia Cristiana (DC), der zwischen 1946 und 1948 Mitglied der Verfassunggebenden Versammlung sowie von 1948 bis 1963 Mitglied der Abgeordnetenkammer war. Er war zwischen 1954 und 1955 sowie erneut von 1960 bis 1962 Außenhandelsminister und 1963 Finanzminister. Er war zwischen 1963 und 1976 Mitglied des Senats und bekleidete von 1974 bis 1976 das Amt des Verkehrsministers.

## Leben
Mario Martinelli war als Buchhalter und freiberuflicher Finanzberater tätig. Bei der Wahl am 2. Juni 1946 wurde er für die Christdemokraten zum Mitglied der Verfassunggebenden Versammlung gewählt. Bei den darauf folgenden Parlamentswahlen am 18. April 1948 wurde er erstmals zum Mitglied der Abgeordnetenkammer gewählt, der er nach seinen darauf folgenden Wiederwahlen von der ersten bis zum Ende der dritten Legislaturperiode am 15. Mai 1963 an. Zu Beginn seiner Parlamentszugehörigkeit war er in der ersten Legislaturperiode zwischen dem 11. Juni 1948 und dem 27. Juli 1951 Sekretär des Ausschusses für Finanzen und Schatz.

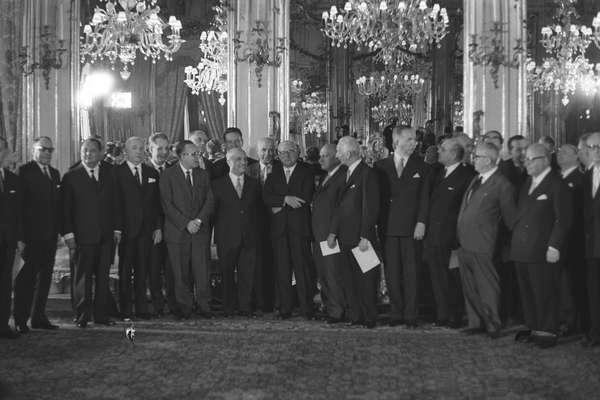
Kabinett Fanfani III (1960).

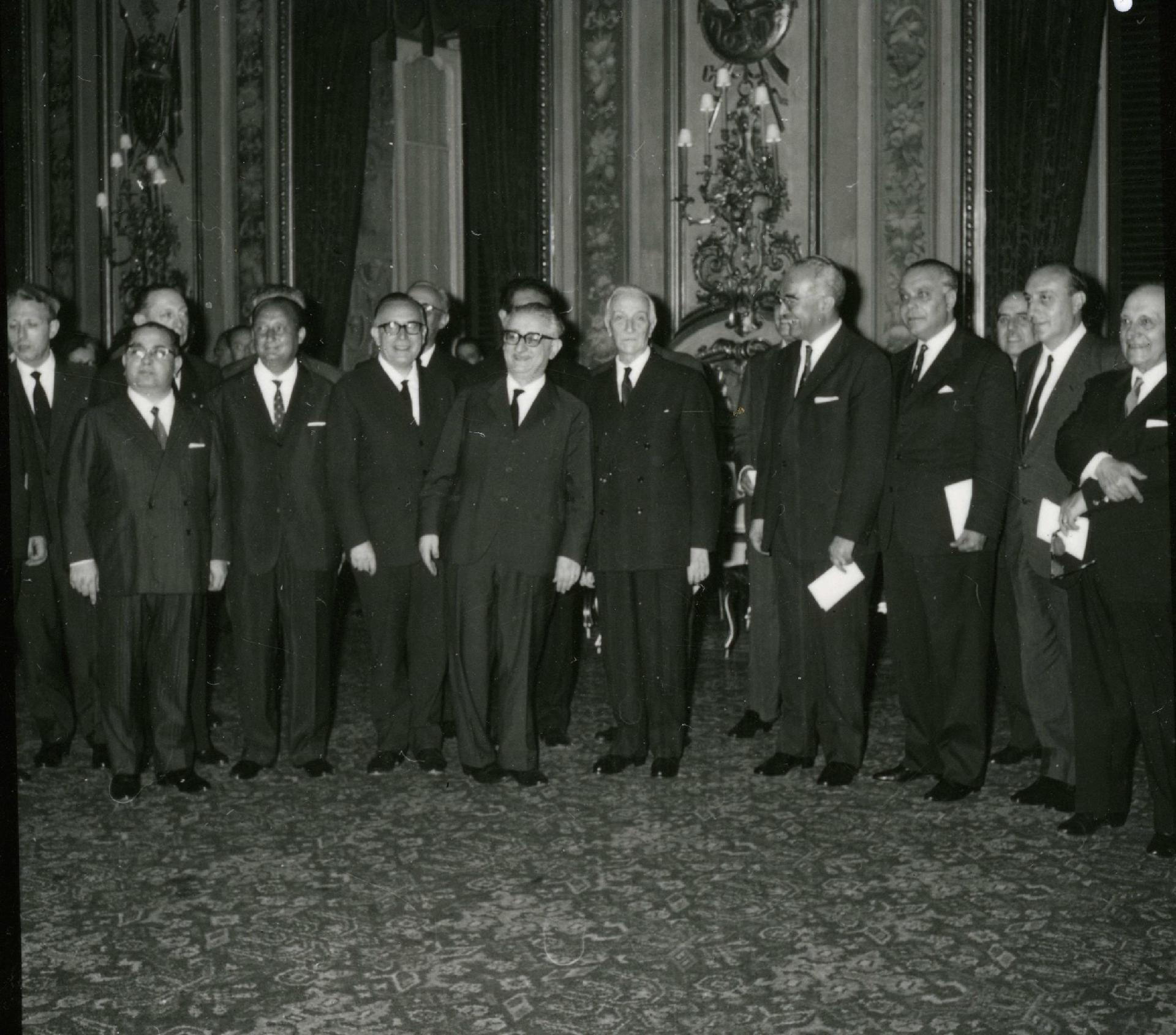
Kabinett Leone I (1963).

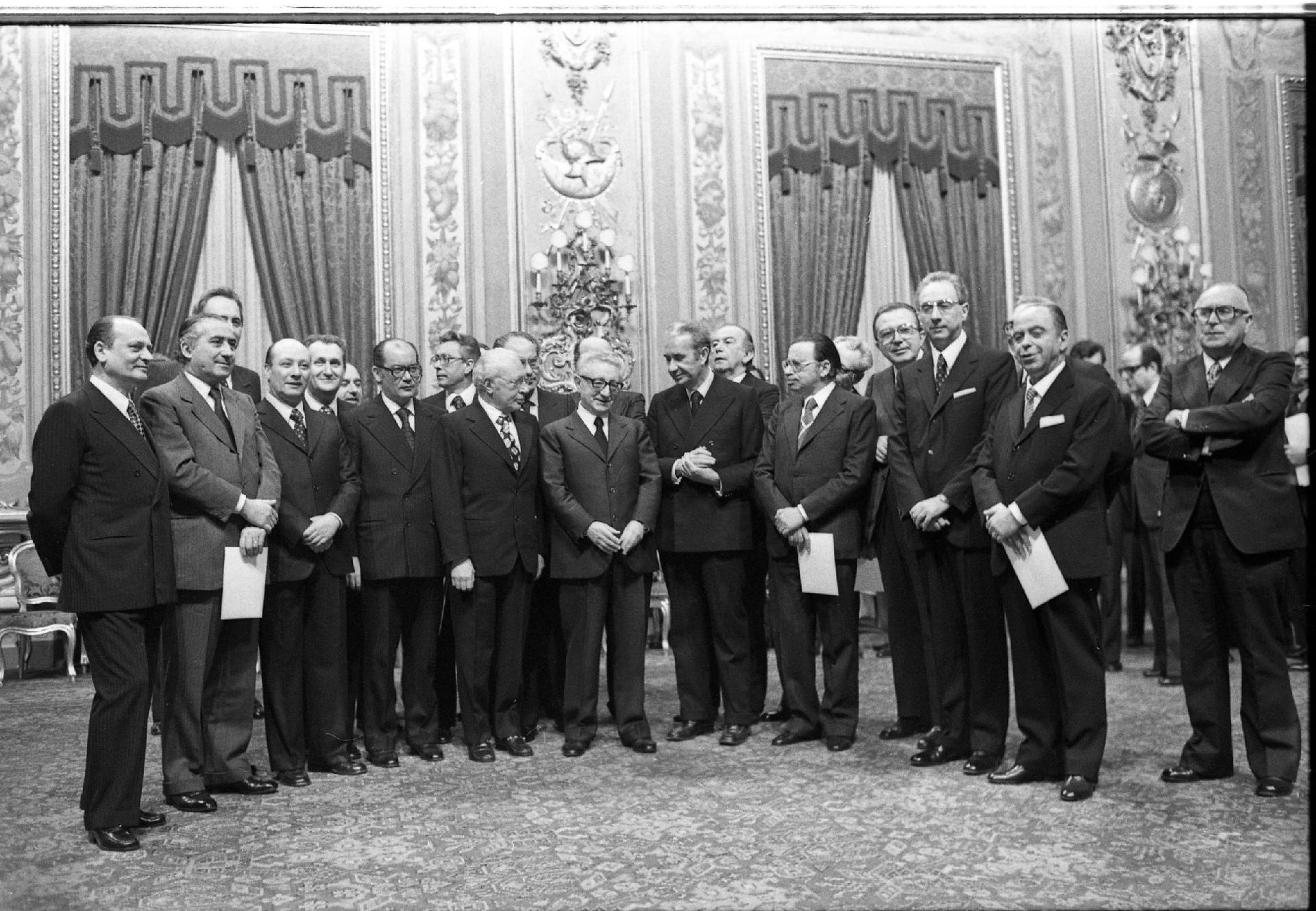
Kabinett Moro V (1976).

Er übernahm daraufhin im Kabinett De Gasperi VII am 27. Juli 1951 erstmals ein Regierungsamt und fungierte bis zum 16. Juli 1953 als Unterstaatssekretär im Schatzministerium und damit als enger Mitarbeiter der Schatzminister Ezio Vanoni (bis 2. Februar 1952) und seines Nachfolgers Giuseppe Pella (bis 16. Juli 1953). Im Anschluss übernahm er am 17. Juli 1953 im Kabinett De Gasperi VIII den Posten als Unterstaatssekretär im Außenhandelsministerium und bekleidete diese Funktion im Anschluss auch im Kabinett Pella (17. August 1953 bis 18. Januar 1954) sowie im Kabinett Fanfani I (19. Januar bis 10. Februar 1954) und war als solcher ein enger Mitarbeiter des Außenhandelsministers Paolo Emilio Taviani und seiner Nachfolger Costantino Bresciani Turroni und Giordano Dell’Amore.
Martinelli wurde am 10. Februar 1954 erstmals selbst als Außenhandelsminister in das Kabinett Scelba berufen und gehörte diesem bis zum 6. Juli 1955 an. In der dritten Legislaturperiode war er zwischen dem 30. Juli 1958 und dem 30. Juni 1960 Vorsitzender des Ausschusses für Finanzen und Schatz. Er war ferner von 1958 und 1972 als Vertreter des italienischen Parlaments Mitglied des Europäischen Parlamentes. Am 25. März 1960 übernahm er im Kabinett Tambroni abermals den Posten als Außenhandelsminister und übernahm dieses Amt vom 26. Juli 1960 bis zum 21. Februar 1962 auch im darauf folgenden Kabinett Fanfani III.
Bei den Parlamentswahlen am 28. April 1963 wurde Mario Martinelli für die Democrazia Cristiana in den Senat gewählt und gehörte diesem von der vierten bis zum Ende der sechsten Legislaturperiode am 4. Juli 1976 an. Am 21. Juni 1963 wurde er zum Finanzminister im Kabinett Leone I ernannt und übte dieses Ministeramt bis zum 4. Dezember 1963 aus. Im Senat war er in der vierten Legislaturperiode vom 4. Februar 1964 bis zum 4. Juni 1968 zunächst Vizevorsitzender des Ständigen Ausschusses für Finanzen und Schatz. In der fünften und sechsten Legislaturperiode fungierte er zwischen dem 5. Juli 1968 und dem 24. September 1973 als Vorsitzender des Ständigen Ausschusses für Finanzen und Schatz sowie ferner vom 24. Dezember 1971 bis zum 24. Mai 1972 als Vorsitzender der Parlamentarischen Kommission zur Stellungnahme an die Regierung zu den konsolidierten Texten zur Steuerreform. Des Weiteren war er zwischen dem 26. September 1973 und dem 22. November 1974 Vorsitzender des Ständigen Ausschusses für öffentliche Arbeiten und Kommunikation. Am 23. November 1974 übernahm er im Kabinett Moro IV das Amt des Verkehrsministers, welches er auch im anschließenden Kabinett Moro V vom 12. Februar bis zum 29. Juli 1976 bekleidete.
Bei den Parlamentswahlen am 20. Juni 1976 wurde Martinelli für die Christdemokraten noch einmal in die Abgeordnetenkammer gewählt und gehörte dieser vom 5. Juli 1976 bis zum 19. Juni 1979 an, wobei er in dieser Zeit in der siebten Legislaturperiode unter anderem dem Ausschuss für Finanzen und Schatz als Mitglied angehörte.